# ای‌تی‌آر ۷۲
ای‌تی‌آر ۷۲ (به فرانسوی: ATR 72) هواپیما دو موتوره توربوپراپ کوتاه برد منطقه‌ای است که توسط شرکت هواپیماسازی فرانسوی-ایتالیایی آ.ت. اِر تولید می‌شود. ای‌تی‌آر ۷۲ نوع تکامل‌یافتهٔ ای‌تی‌آر ۴۲ است که از سال ۱۹۸۹ تولیدش آغاز شد. از این هواپیما معمولاً برای حمل و نقل منطقه‌ای توسط شرکت‌های مسافربری استفاده می‌شود، اما به عنوان هواپیمای اختصاصی (شرکتها یا موسسات)، باری و برای گشت دریایی هم استفاده شده است. مدل‌های مختلفی از این نوع هواپیما تاکنون طراحی شدند و تا ۷۸ نفر گنجایش دارند. این هواپیما هم‌اکنون پرفروش‌ترین هواپیمای مسافربری توربوپراپ جهان است که تا سال۲۰۲۱ بیش از ۱۵۰۰ فروند ان ساخته شده است در ضمن این هواپیما کم مصرف‌ترین هواپیمای منطقه ای جهان می‌باشد و از ایمنی بالایی برخوردار است.

## طراحی و مشخصات
در گذشته هواپیماهای ملخی از موتور پیستونی (همانند خودروها) استفاده می‌کردند این موتورها قدرت و بازده کمی داشتند اما موتورهای کنونی ملخی هواپیماهای مسافربری زیرمجموعه موتورهای توربینی هستند و بازده بالایی دارند.
موتور این هواپیما توربوپراپ است به این معنی که به جای فن بزرگ در موتورهای توربو فن یک پروانه ملخی در آن قرار گرفته است. توربوپراپ نوعی موتور توربینی گازی است که در آن از گردش محور توربین برای گرداندن ملخ و ایجاد پیش‌رانش استفاده می‌شود. این نوع موتورها برای هواپیماهایی با برد ۲۰۰۰ کیلومتر با ۵۰۰ کیلومتر ساعت مناسب و به دلیل مصرف سوخت و تعمیرات ارزان‌ترشان نسبت به موتورهای توربو فن دارای صرفه اقتصادی هستند. این هواپیماها معمولاً برای مسافت‌های ۲۰۰۰ کیلومتر مناسب هستند.
این هواپیما برای جایگزینی با توربوپراپ‌های منطقه‌ای از جمله آنتونوف ۲۴ که عمر پروازی آن رو به پایان بود، طراحی شد، و بازار هدف آن شوروی سابق و کشورهای متحد آن بود.
این هواپیما ۵۰۰ کیلومتر در ساعت سرعت دارد و برد پروازی آن۲۰۰۰ کیلومتر است.

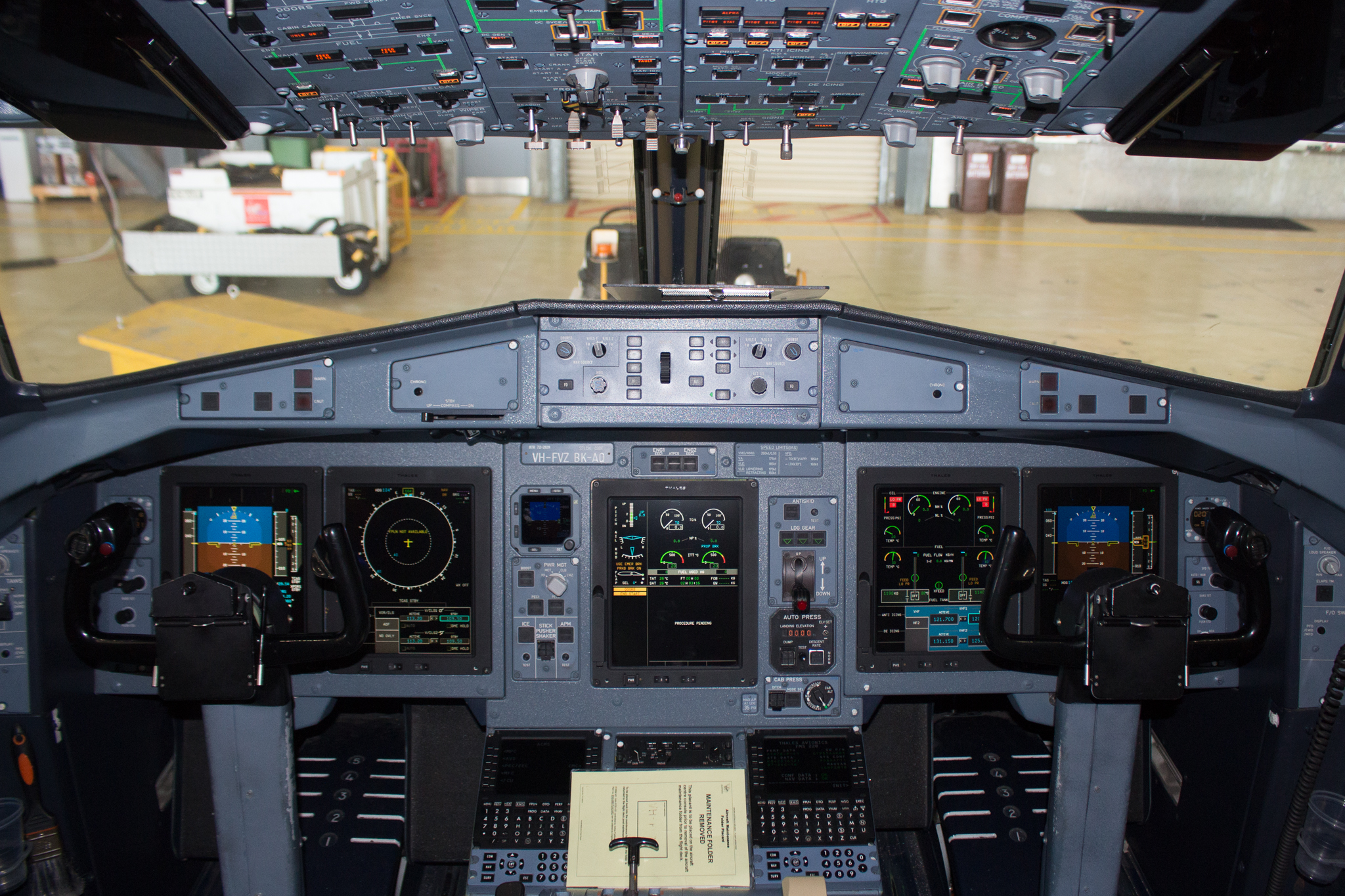
کاکپیت ای تی ار۶۰۰–۷۲ یکی از مدرن‌ترین سیستم‌ها را دارد

ایلیوشین ۱۱۴ هم مانند هواپیماهای ای‌تی‌آر از نوع توربوپراپ است و به گونه‌ای طراحی شده که بتواند در فرودگاه‌هایی که از لحاظ تجهیزات ضعیف هستند، فرود آید.
هواپیما دارای دو موتوره توبوپراپ شرکت پرت اند ویتنی برد۲۰۰۰ کیلومتر سرعت اقتصادی ۵۰۰ سرعت کرروز
۵۳۰ سقف پروازی ۲۵۰۰۰فوت (۷۶۲۰متر > و دارای ۷۰ صندلی وهواپیما بمباردیه q400 دارای همین
مشخصات است

## انواع

### ای.تی. آر ۱۰۰–۷۲
این مدل در دو نوع ۱۰۰ و ۱۰۰- وارد بازار شد.
ای. تی. آر ۱۰۱–۷۲
این تیپ با دو در ورودی در جلو و عقب هواپیما ساخته شده که با دو موتور PW124B در سپتامبر ۱۹۸۸ گواهی پرواز دریافت کرد.
ای. تی. آر ۱۰۲–۷۲
در این تیپ قسمت بار در جلو و مسافر در عقب هواپیماست و با دو موتور PW124B در دسامبر ۱۹۸۸ گواهی پرواز دریافت کرد.

### ای.تی. آر ۲۰۰–۷۲

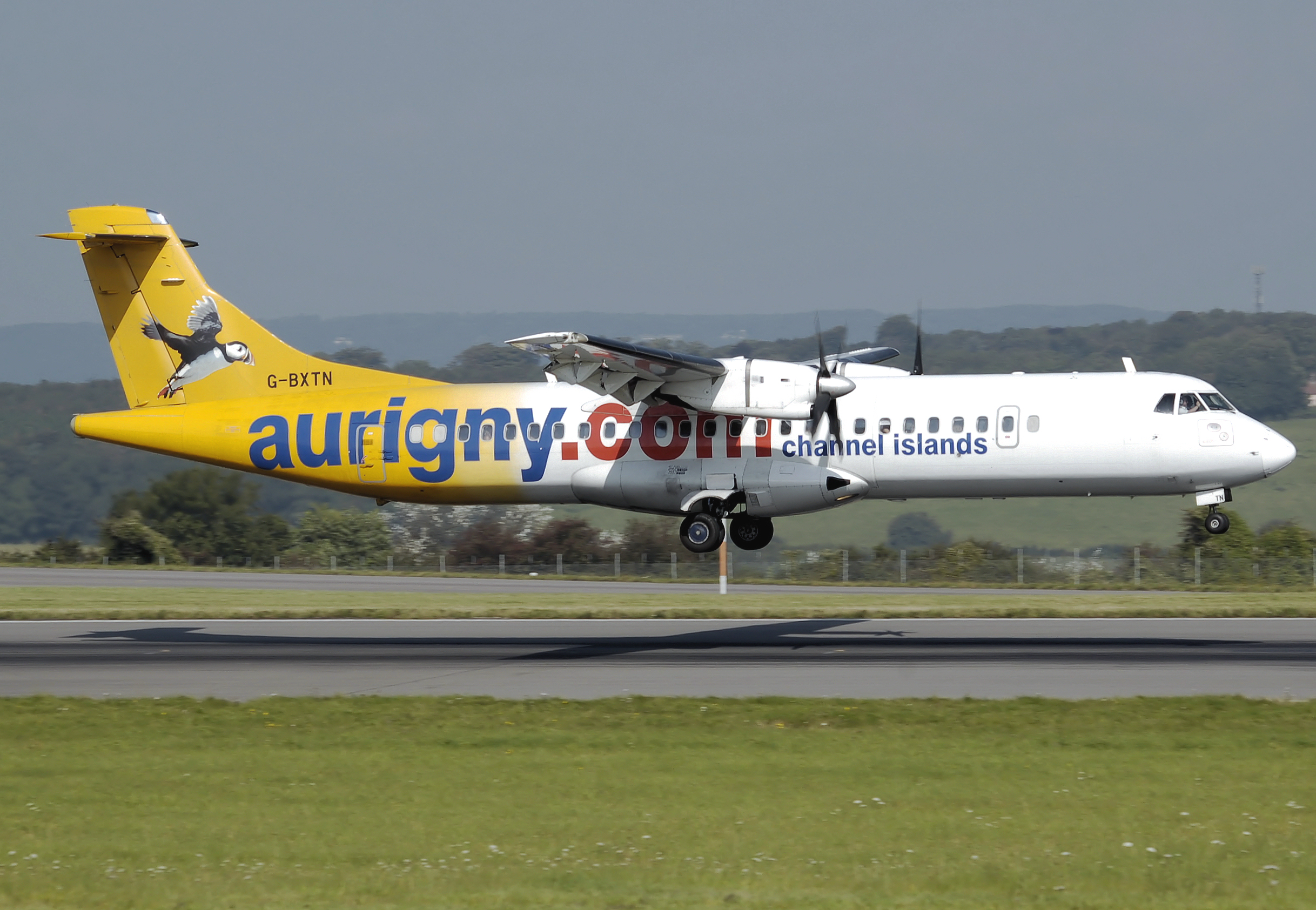
هواپیمای ای.تی.آر. ۲۰۰–۷۲ متعلق به شرکت هواپیمایی خدماتی اورگینی در حال فرود در فرودگاه بریستول، انگلستان

این مدل در دو نوع ۲۰۰ (۲۰۰-) و با موتور PW124B شرکت پرت اند ویتنی کانادا مجهز شده است.
ای. تی. آر ۲۰۱–۷۲
این مدل با بیشینه وزن برخاست بیشتر از مدل ۱۰۱ مجهز به موتور PW124B در سپتامبر ۱۹۸۸ گواهی پرواز دریافت کرد.
ای. تی. آر ۲۰۲–۷۲
این مدل با بیشینه وزن برخاست بیشتر از مدل ۱۰۲ مجهز به موتور PW124B در دسامبر ۱۹۸۸ گواهی پرواز دریافت کرد.

### ای.تی. آر ۲۱۰–۷۲
این مدل در دو تیپ به بازار عرضه شد. ۲۱۱ , (با در بزرگ قسمت بار، مخصوص حمل بارهای با سایز بزرگ ۲۱۲)، مدل ۲۰۰ مجهز به موتورPW127 شرکت پرت اند ویتنی این موتورها توانایی تحمل ارتفاع بیشتر و درجه حرارت بالاتر است. تفاوت تیپ‌های این مدل در محل قرار گرفتن درهای خروج اضطراری است.
ای. تی. آر ۲۱۱–۷۲
این تیپ با دو موتور PW127 در دسامبر ۱۹۹۲ گواهی پرواز دریافت کرد.
ای. تی. آر ۲۱۲–۷۲
این تیپ با دو موتور PW127 در دسامبر ۱۹۹۲ گواهی پرواز دریافت کرد.

### ای.تی. آر ۲۱۲A–۷۲

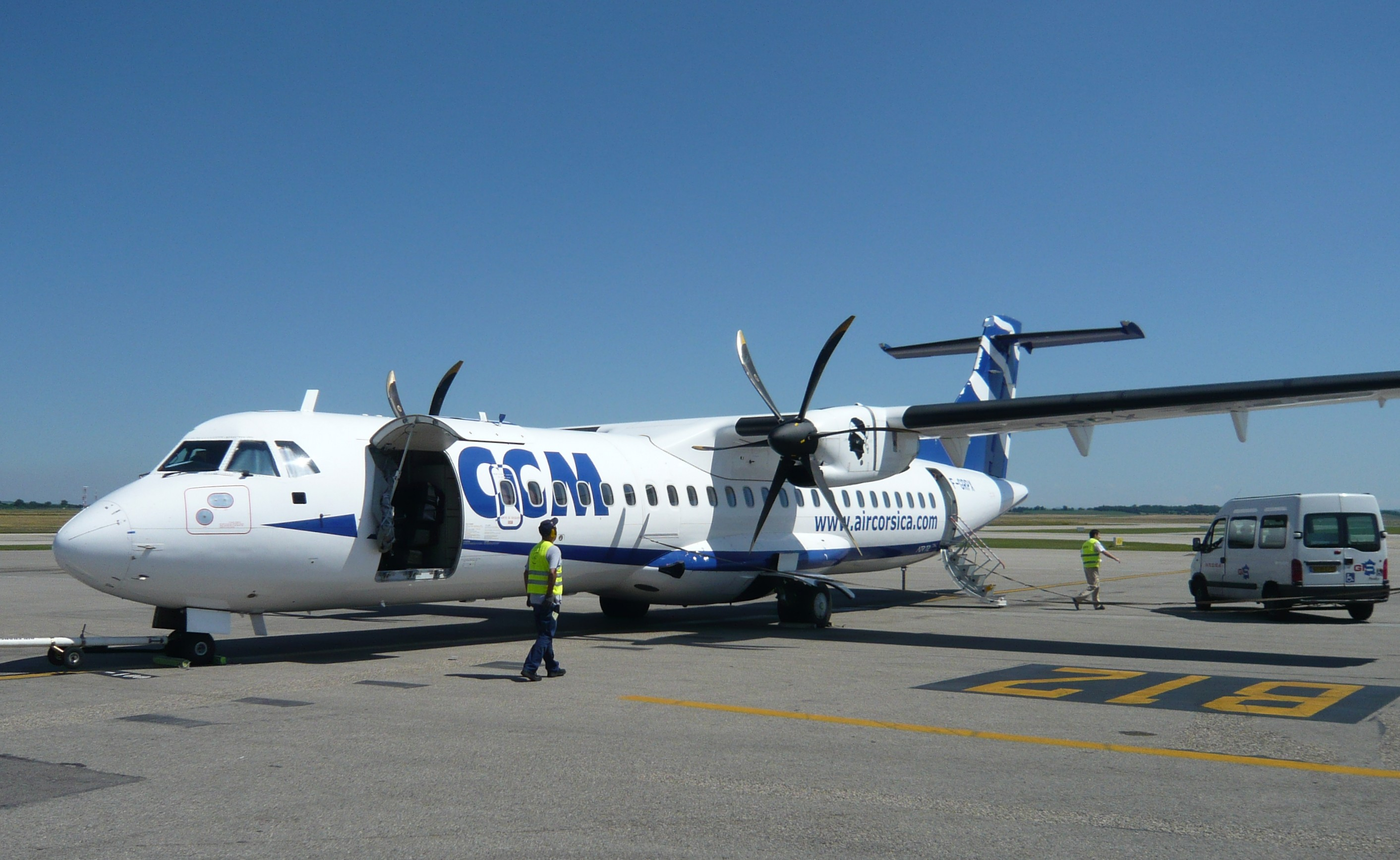
هواپیمای ۵۰۰–۷۲ متعلق به هواپیمایی کرس در حال بارگیری

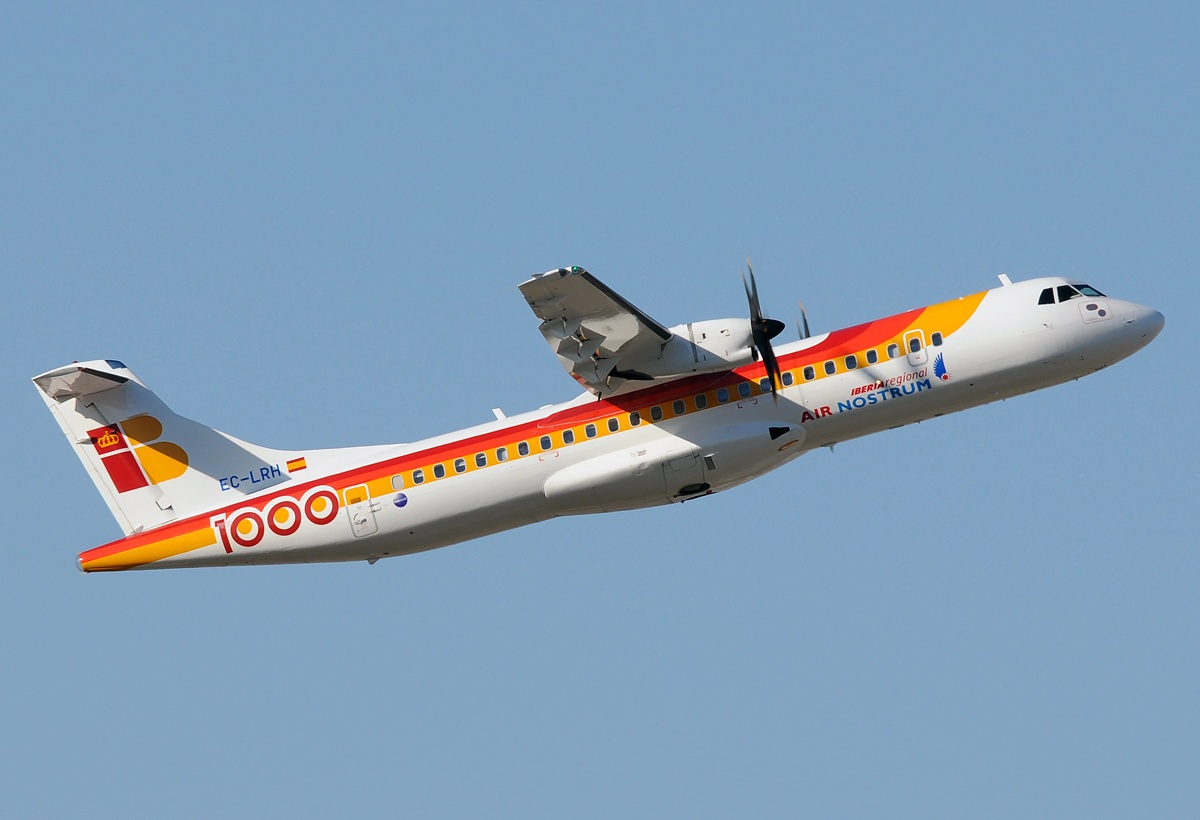
هواپیمای ای.تی.آر. ۶۰۰–۷۲ متعلق به شرکت هواپیمایی ایر نوستروم لحظاتی پس از برخاست از باند

در فوریه ۱۹۹۷ این تیپ با ملخ شش پره روی موتور PW127F و PW127M با افزایش توان و تقویت امکانات برای خلبان به سهولت کار کادر پروازی افزود.
ای. تی. آر ۵۰۰–۷۲
اولین بار با نام ای.تی. آر ۲۱۲A–۷۲ به بازار معرفی شد.
ای. تی. آر ۶۰۰–۷۲
این تیپ اولین بار در سال ۲۰۰۷ با نام تجاری ای.تی. آر ۲۱۲A–۷۲ به بازار معرفی شد و تولیدکنندگانش تاریخ عرضه آن را نیمهٔ دوم سال ۲۰۱۰ اعلام کردند. اولین نمونه این مدل که مدل توسعه یافته‌ای. تی. آر ۵۰۰–۷۲ بود.
ای. تی. آر ۶۰۰–۷۲ با چندین ویژگی بهبود یافت. این مدل مجهز به موتور کانادایی PW127M است که با ۵٪ افزایش توان به برخاست راحت‌تر کمک می‌کند. تولیدکنندگان با اضافه کردن چندین صفحه نمایش رایانه در کابین پرواز به امنیت پرواز اضافه کردند. همچنین با تغییر مدل صندلی‌ها و سبک‌تر کردن وزن آن‌ها ظرفیت مسافران را به ۷۴ تا ۷۸ رساندند.

## هواپیمایی‌های استفاده‌کننده

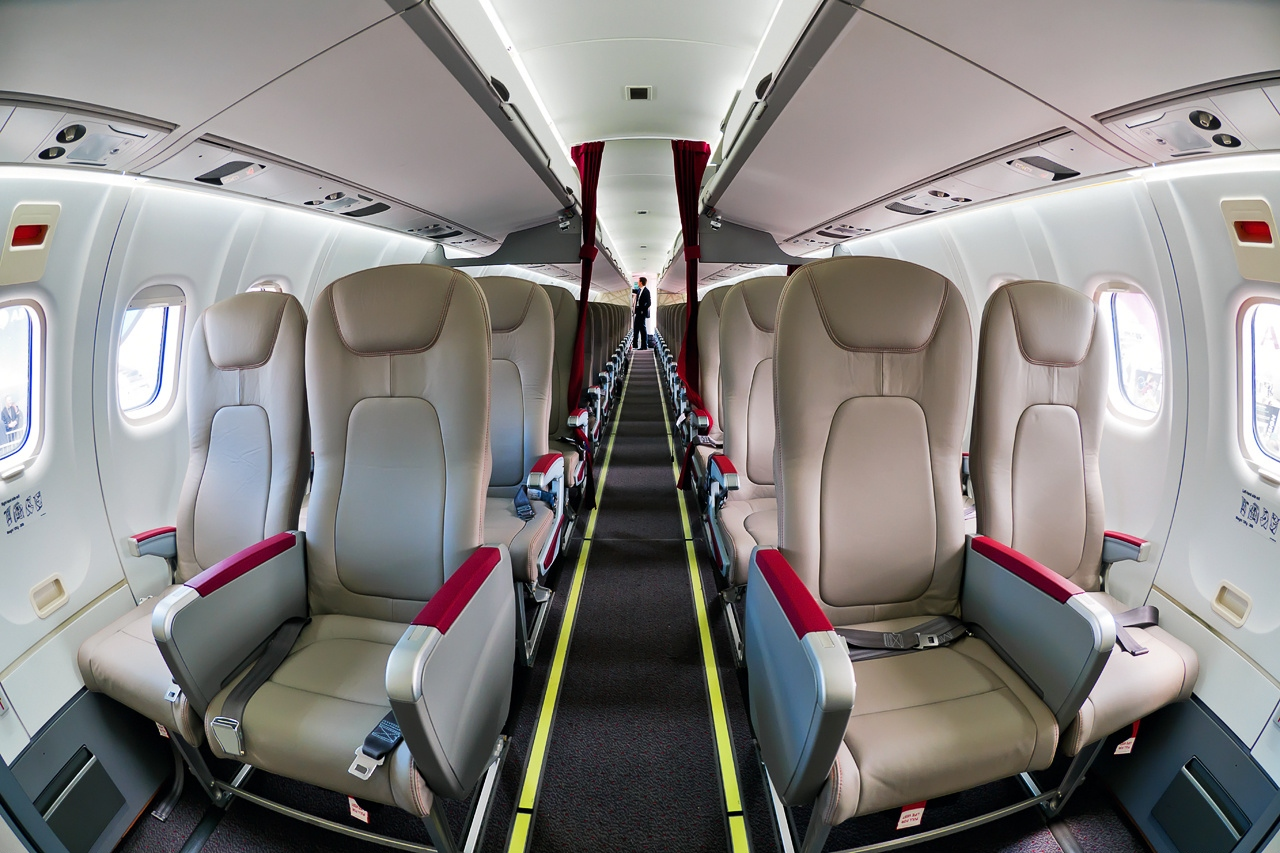
کابین ای‌تی‌آر ۶۰۰–۷۲

هواپیمایی‌های استفاده‌کننده از این هواپیما (با بیش از ۱۵ فروند) تا سال ۲۰۱۸ عبارتند از:
- وینگز ایر (Lion Group): 52[۹]
- آزول برزیلین ایرلاینز: ۴۰[۱۰]
- ایر نیوزلند لینک، ماونت کوک ایرلاین: ۲۶[۱۱][۱۲]
- فایرفلای: ۲۱[۱۳]
- فدکس اکسپرس: ۲۰ فروند[۱۴]+ سفارش ۳۰ تا ۵۰ فروند از نوع -600F تا سال ۲۰۲۰[۱۵]
- سوییفت ایر: ۲۰[۱۶]
- بینتر کاناریاس: ۱۹[۱۷]
- ای‌اس‌ال ایرلاینز ایرلند: ۱۶[۱۸]
- مالیندو ایر: ۱۶[۱۹]
- هواپیمایی الجزایر: ۱۵[۲۰]
- گارودا ایندونزیا: ۱۵[۲۱]
- استوبارت ایر: ۱۵[۲۲]
- یوتی‌ایر اوییشن: ۱۵[۲۳]
- بانکوک ایرویز: ۱۵[۲۴]
- سبو پسیفیک: ۱۵[۲۵]

### در ایران
- هواپیمایی آسمان: ۴ فروند عملیاتی از نوع ATR 72-212 (یک فروند در بهمن ۱۳۹۶ سقوط کرد) و ATR 72-500 + چهار فروند غیرعملیاتی. متوسط عمر ناوگان: ۲۱ سال (سال ۲۰۱۷)[۲۶]
- ایران ایر: ۱۳ فروند از نوع ATR 72-600 ساخت سال ۲۰۱۸–۲۰۱۷[۲۷](قرارداد خرید ۲۰ تا ۴۰ فروند)

خرید هواپیماهای ATR 72-600 توسط شرکت ایران ایر
در پی برداشته شدن تحریم‌ها علیه ایران، شرکت ATR اعلام کرد که با ایران برای تأمین حداکثر ۴۰ فروند هواپیمای توربوپراپ از نوع ATR 72-600 برای شرکت هواپیمایی ایران ایر قراردادی یک میلیارد یورویی امضا کرده است. این قرارداد پس از مذاکرات تهران و رم که در نخستین سفر اروپایی حسن روحانی به اروپا انجام گرفت، امضا شد.
در اواخر اردیبهشت ۱۳۹۶ اولین سری از هواپیمای ATR 72-600 به تعداد چهار فروند تحویل شرکت هواپیمایی ایران‌ایر شد و در فرودگاه مهرآباد فرود آمد.
همچنین ۵ فروند از این هواپیماها نیز در تاریخ ۱۴ مرداد سال ۱۳۹۷ به ناوگان ایران ایر افزوده شدند.

## سوانح و حوادث
- سال ۱۹۹۴: پرواز شماره ۴۱۸۴ امریکن ایگل (American Eagle). در ۳۱ اکتبر سال ۱۹۹۴ یک فروند هواپیمای ATR 72–212 دچار حادثه شد و تمامی ۵۲ مسافر ان (۴ نفر خدمه) در دم جا سپردند. علت حادثه یخ زدگی (icing) اعلام شد. مبدأ رزلان در ایالت ایندیانا (Roselawn, Indiana) مقصد شیکاگو.
- سال ۱۹۹۵: پرواز خطوط هواپیمایی ترانس آسیا (TransAsia Airways). در ۳۰ ژانویه سال ۱۹۹۵هواپیمای ATR 72-200 در طول پرواز از Penghu به Taipei در اثر برخورد با دامنه کوه ۴ خدمه جان خود را از دست دادند.
- سال ۲۰۰۲: در ۲۱ دسامبر سال ۲۰۰۲هواپیمای ATR 72–200 خطوط هواپیمایی ترانس آسیا (TransAsia Airways) به دلیل یخ زدگی سقوط کرد و دو خدمه ان جان سپردند.
- سال ۲۰۰۵: در ۱۹ ژوئیه سال ۲۰۰۵ پرواز شماره (ATR72-212A (B-22805 خطوط هواپیمایی ترانس آسیا (TransAsia Airways)
- سال ۲۰۰۵: ۶ اگوست ۲۰۰۵ پرواز Tuninter Flight 1153، هواپیمای ATR 72–202 از فرودگاهی در ایتالیا به مقصد Djerba به پرواز درآمد. اما در ۲۹ کیلومتری پالرمو (Palermo) در دریای مدیترانه سقوط کرد. از ۳۹ مسافر، ۱۶ نفر جان باختند.
- سال ۲۰۰۸: ۲۴ اگوست ۲۰۰۸ هواپیمای ATR 72–500 شرکت Air Dolomitiاز مونیخ در المان به بولوگنا (Bologna) در ایتالیا به خاطر هشدار دود در هواپیما با وجودی که آماده پرواز بود، خلبان از انجام پرواز خودداری کرد. شرکت هواپیمایی این مسئله را موردی جدی اعلام نکرد. اما دو روز بعد یعنی در ۲۶ اوت فیلمی توسط قردی آماتوری گرفته شده بود، منتشر شد که خروج و فرار مسافران را (۶۰ مسافر) از هواپیمای در حال آتش‌سوزی نشان می‌داد.
- سال ۲۰۰۹: ۴ اگوست ۲۰۰۹ پرواز ۲۶۶ هواپیمایی Bangkok Airways هواپیمای ATR 72-212A، دچار سانحه شد. خلبان پرواز جان باخت و ۱۰ مسافر زخمی شدند.
- سال ۲۰۰۹: ۱۰ نوامبر ۲۰۰۹ پرواز ۴۱۲۴ خطوط هواپیمایی Kingfisher Airlines، هواپیمای ATR 72-212A VT-KAC پس از ورود در فرودگاه بین‌المللی Chhatrapati Shivaji International Airport، دچار سانحه شد و فقط چند متر دورتر از مخازن سوخت فرودگاه متوقف گشت. ۴۶ مسافر و خدمه بدون آسیب دیدگی نجات یافتند.
- سال ۲۰۱۰: ۴ نوامبر ۲۰۱۰ پرواز شماره ۸۳ شرکت Aero Caribbean هواپیمای ATR 72–212 با ۶۱ مسافر و ۷ خدمه دچار سانحه شد و تمامی ۵۶ مسافر آن جان باختند.
- سال ۲۰۱۱: ۱۷ ژوئیه ۲۰۱۱ پرواز ATR 72–212 EI-SLM هواپیمایی Aer Arann در اثر سقوط دماغه (nose gear collapsed) به هنگام فرود در فرودگاه شانون در ایرلند دچار سانحه شد. ۴ خدمه و ۲۱ مسافر آن آسیبی ندیدند.
- سال ۲۰۱۲: ۲ آوریل ۲۰۱۲ پرواز شماره ۱۲۰ هواپیمایی UTair Flight یک فروند ATR 72–201 بلافاصله بعد از برخاستن هواپیما سقوط کرد. ۳۳ نفر از ۴۳ (۳۹ مسافر ۴ خدمه) مسافر در دم کشته‌شدند.
- سال ۲۰۱۳: ۲ فوریه ۲۰۱۳ پرواز ATR 72–212A شرکت هواپیمایی Carpatair در هنگام فرود دچار سانحه شد و ۱۶ نفر زخمی شده و ۲ نفر از جمله کمک خلبان آسیب جدی دیدند.
- سال ۲۰۱۳: ۱۶ اکتبر ۲۰۱۳ پرواز شماره ۳۰۱ خطوط هواپیمایی Lao Airlines یک فروند هواپیمای ATR 72–600 در نزدیکی فرودگاه مقصد دچار سانحه شد و مسافر آن در دم جان باختند.
- سال ۲۰۱۴: ۲۳ ژوئیه ۲۰۱۴ پرواز شماره ۲۲۲ خطوط هواپیمایی ترانس آسیا (TransAsia Airways) هواپیمای ATR 72-500 هنگام فرود دچار حادثه شد و ۴۸ مسافر کشته شدند و ۱۰ نفر نجات یافتند.
- سال ۲۰۱۵: ۴ فوریه ۲۰۱۵ پرواز شماره ۲۳۵ خطوط هواپیمایی ترانس آسیا (TransAsia Airways) هواپیمای ATR 72-600 با طول عمر ۱۰ ماه، در زمان برخاستن دچار حادثه شد از ۵۳ مسافر و ۵ خدمه آن، تنها ۱۵ نفر نجات یافتند.
- سال ۲۰۱۸: ۱۸ فوریه ۲۰۱۸ (۲۹ بهمن ۱۳۹۶) پرواز شماره ۳۷۰۴ خطوط هواپیمایی آسمان (Iran Aseman Airlines) یک فروند هواپیمای ATR 72-212 در مسیر تهران-یاسوج ۵۰ دقیقه بعد از زمان پرواز، از صفحه رادار محو شد و در نزدیکی شهرستان دنا و کوه دنا از توابع استان کهگیلویه و بویراحمد سقوط کرد و تمامی ۶۶ سرنشین این پرواز جان‌باختند. لاشهٔ این هواپیما در تاریخ ۲۰ فوریه ۲۰۱۸ (۱ اسفند ۱۳۹۶) پیدا شد.
- سال۲۰۲۳=۱۵ ژانویه۲۰۲۳ پرواز شماره۶۹۱ یتی ایرلاینز (yeti airlines)یک فروند هواپیمای atr72_500 شانزده ساله که پرواز کاتماندو به پخارا را انجام می‌داد در دقایقی قبل از فرود به دلیل نامعلومی ناگهان به سمت چپ چرخید و سقوط کرد. این هواپیما۶۸ مسافر و ۴ خدمه داشت که تمام آنها کشته شدند.

## نگارخانه

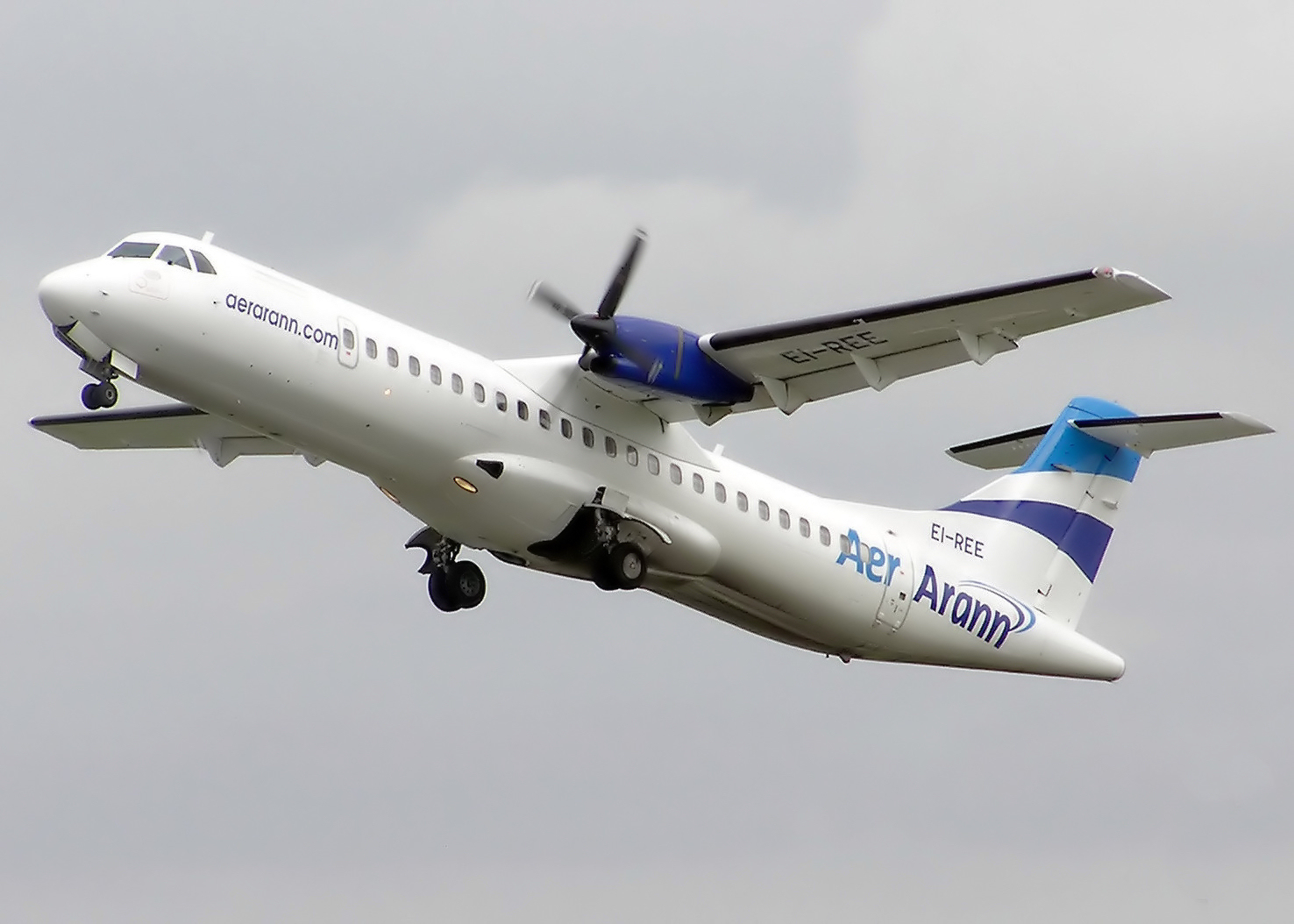
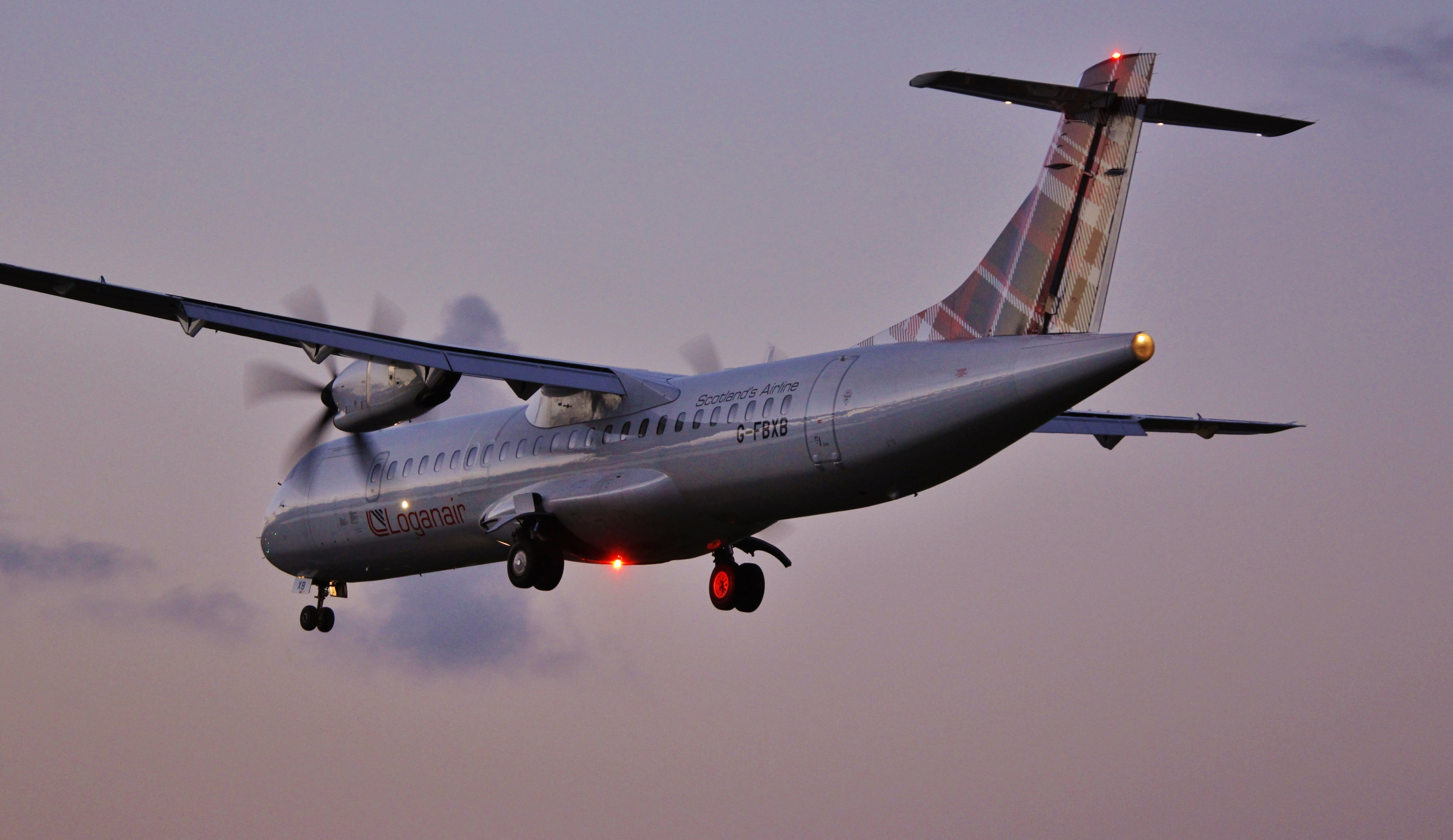
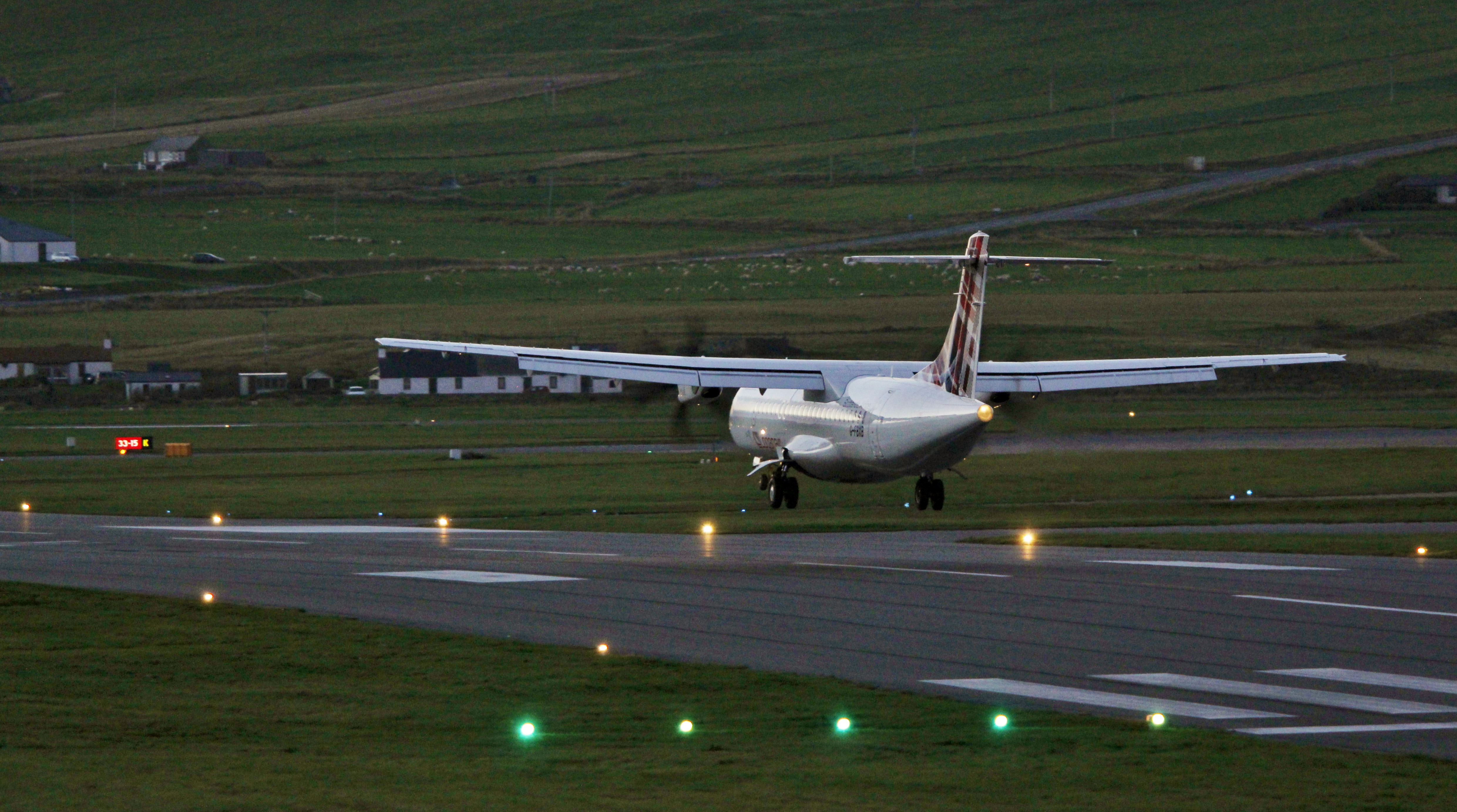
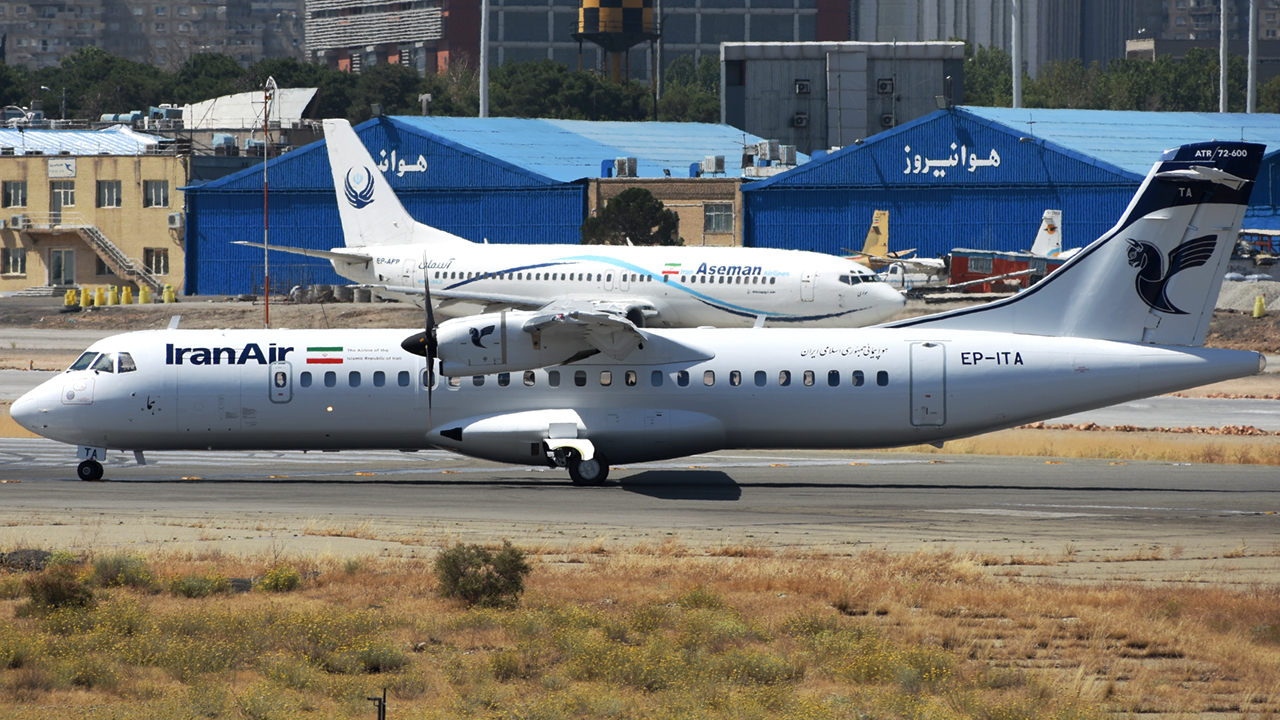
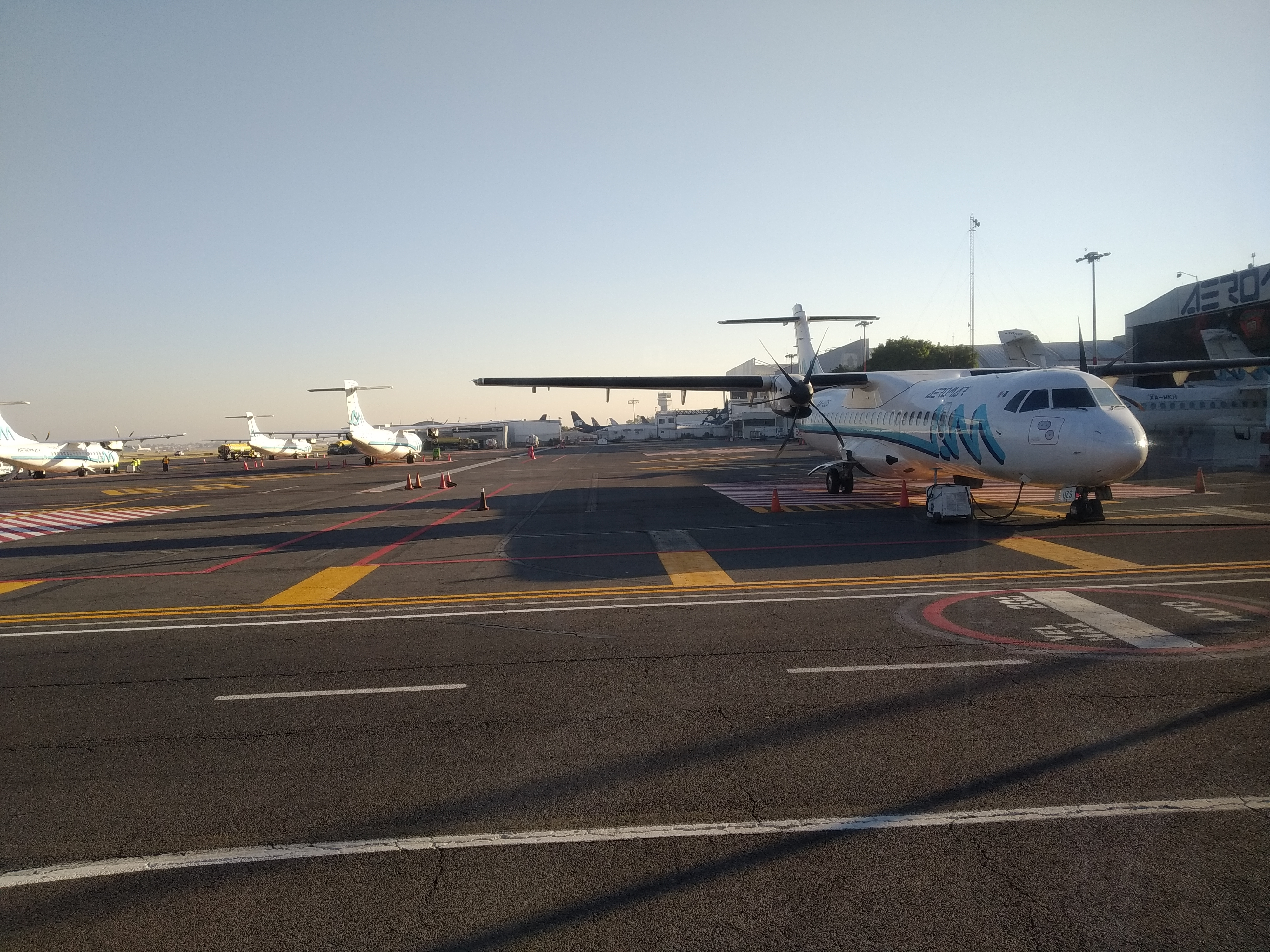
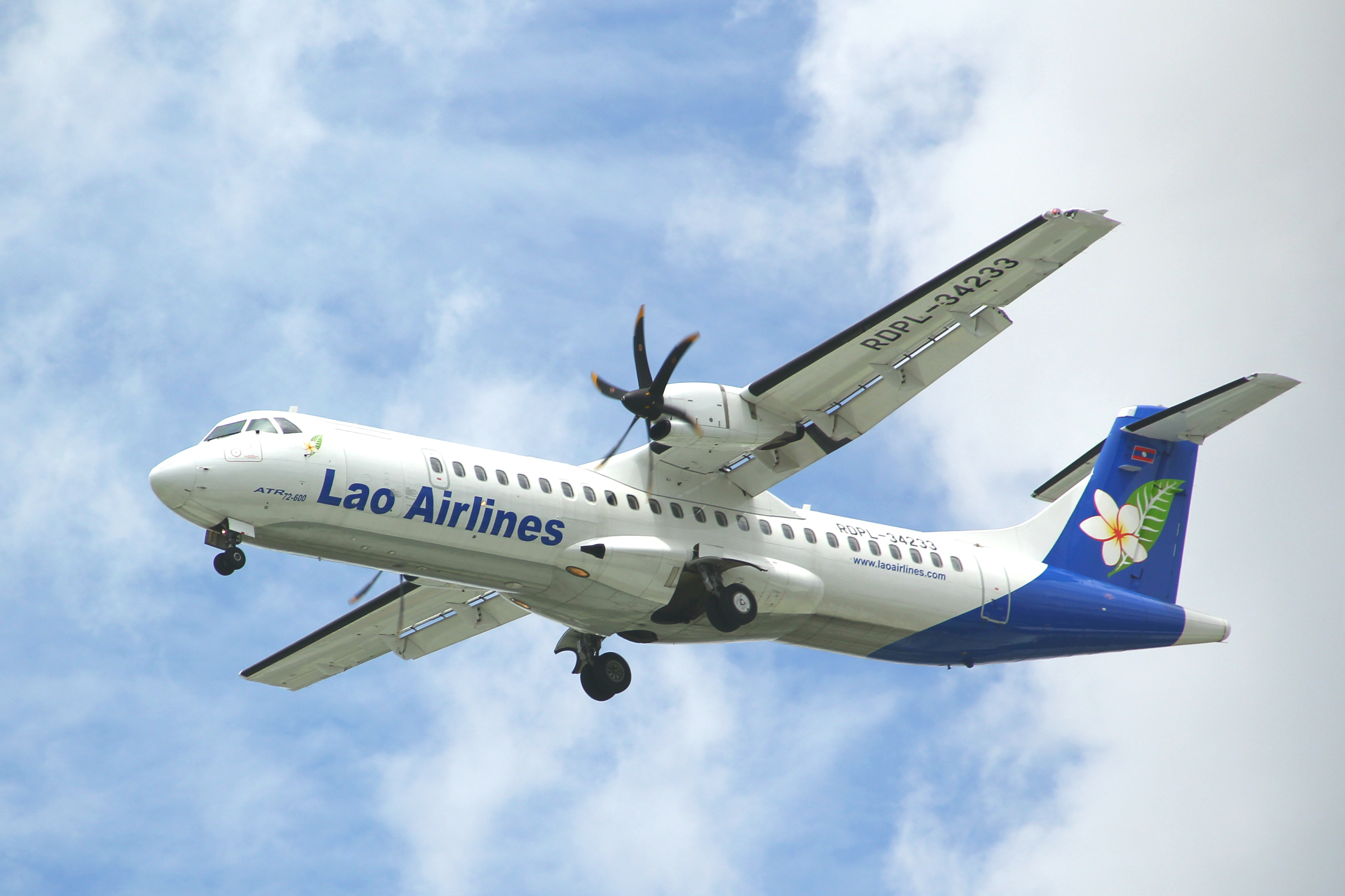
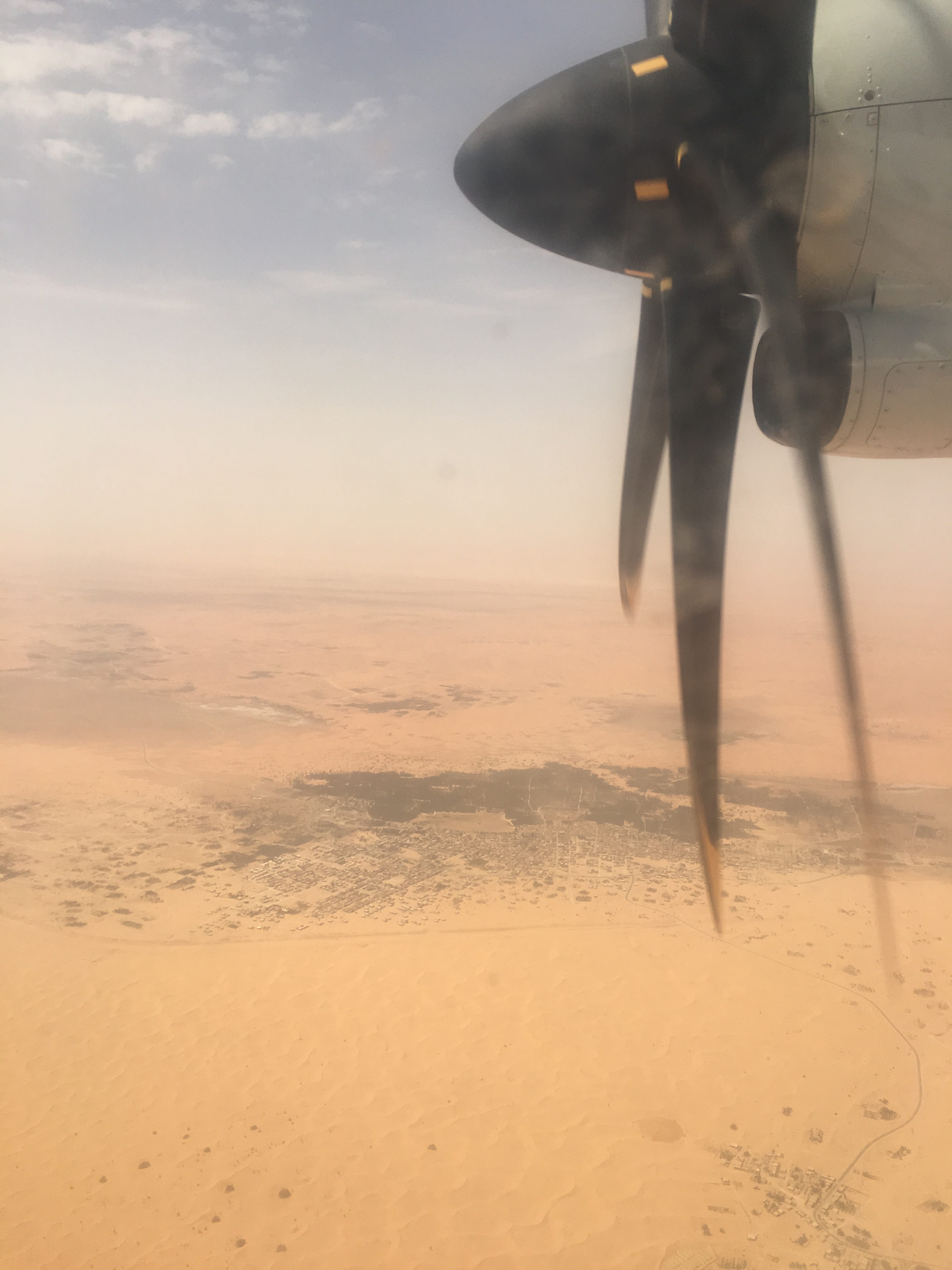
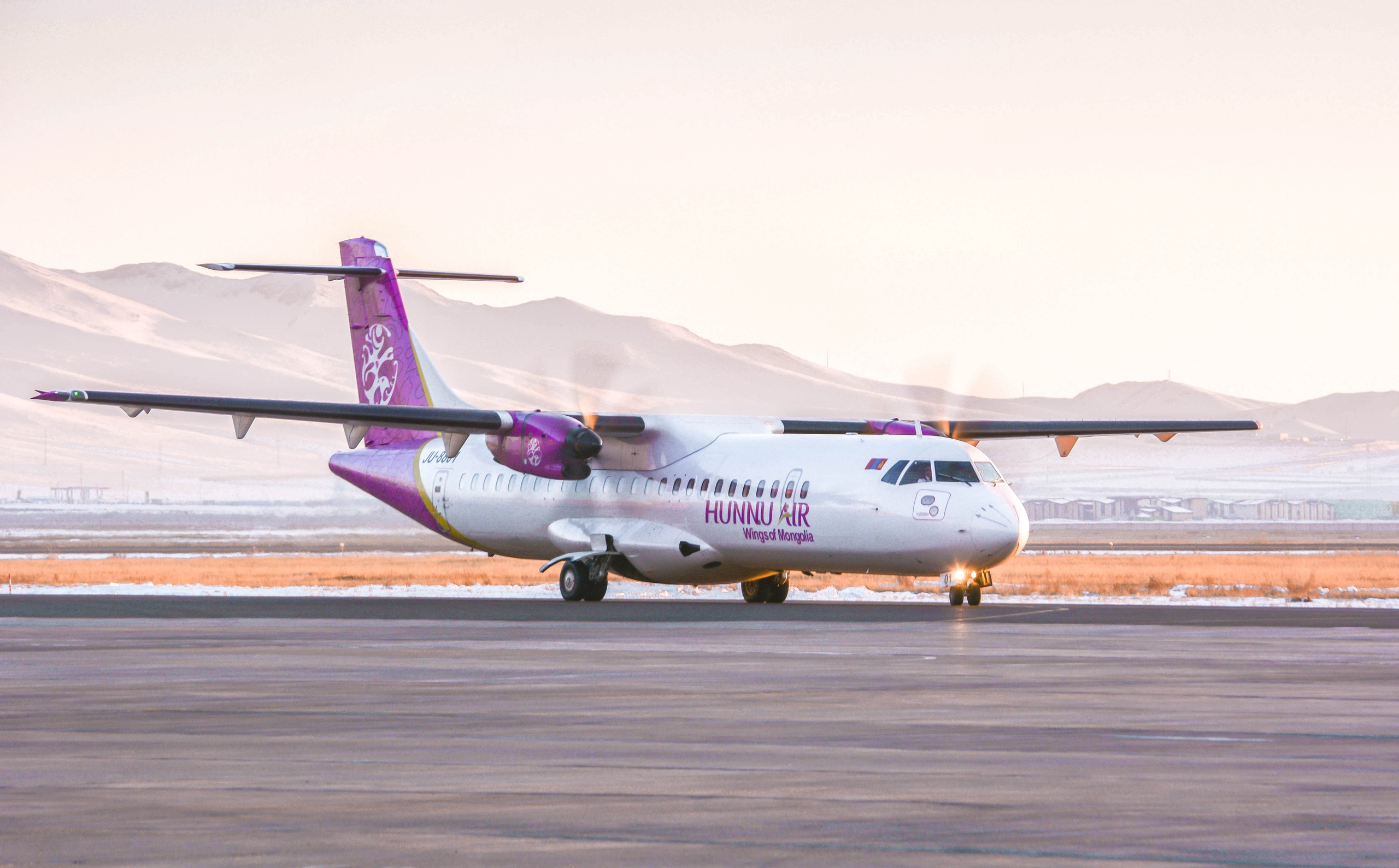